# Stephen Gyllenhaal
Stephen Roark Gyllenhaal (Cleveland, 4 ottobre 1949) è un regista statunitense.

## Biografia
Nasce a Cleveland, in Ohio, da Virginia Lowrie e Hugh Anders Gyllenhaal. La sua famiglia discende dalla famiglia aristocratica Gyllenhaal, resa nobile nel 1652 quando la regina Cristina di Svezia conferì all'ufficiale della cavalleria Nils Gunnenson Haal il titolo e il nome di Gyllenhaal. Cresciuto in Pennsylvania, frequenta il Trinity College a Hartford, laureandosi in Inglese. Il suo mentore al college era il poeta Hugh Odgen. È stato sposato per 32 anni con la sceneggiatrice Naomi Foner Gyllenhaal, ma nel 2008 hanno ufficializzato il loro divorzio.
Nel 1991 ha diretto la versione televisiva del romanzo Il cuore nero di Paris Trout, candidata a 5 premi Emmy. Ha poi diretto numerosi episodi di serie televisive tra cui Numb3rs, The Mentalist e  Blue Bloods.
È anche un poeta e alcune sue creazioni sono state inserite in giornali letterari come Prairie Schooner e Nimrod. La sua prima collezione di poesie, Claptrap: Notes from Hollywood, è stata pubblicata nel giugno 2006. Scrive, anche, articoli per l'Huffington Post.
È padre degli attori Jake e Maggie Gyllenhaal, oltreché fratello di Anders Gyllenhaal, editore del Miami Herald.

## Filmografia

### Cinema
- Exit 10 (1979)
- Ore 13: dopo il massacro la caccia (Certain Fury) (1985)
- Il cuore nero di Paris Trout (Paris Trout) (1991)
- Waterland - Memorie d'amore (Waterland) (1992)
- Dangerous Woman - Una donna pericolosa (A Dangerous Woman) (1993)
- Lontano da Isaiah (Losing Isaiah) (1995)
- Homegrown - I piantasoldi (Homegrown) (1998)
- Grassroots (2012)

### Televisione
- ABC Afterschool Specials – serie TV, episodio 8x07 (1980)
- CBS Afternoon Playhouse – serie TV, episodi 1x03 - 1x05 - 4x02 (1980-1982)
- The Abduction of Kari Swenson - film TV (1987)
- La promessa di un miracolo (Promised a Miracle) - film TV (1988)
- Hothouse – serie TV, episodi 1x01 - 1x02 (1988)
- Delitto di fede (Leap of Faith) - film TV (1988)
- Spie allo specchio (Family of Spies) - film TV (1990)
- A Killing in a Small Town - film TV (1990)
- I segreti di Twin Peaks (Twin Peaks) – serie TV, episodio 2x20 (1991)
- Homicide: Life on the Street – serie TV, episodio 2x01 (1994)
- Shattered Mind - film TV (1996)
- Un miracolo anche per me (The Patron Saint of Liars) - film TV (1998)
- L.A. Doctors – serie TV (1998)
- Resurrection - film TV (1999)
- Wasteland – serie TV, episodio 1x03 (1999)
- The $treet – serie TV, episodio 1x04 (2000)
- Felicity – serie TV, episodio 3x11 (2000)
- The Warden - film TV (2001)
- Il guardiano di Red Rock (Warden of Red Rock) - film TV (2001)
- The Shield – serie TV, episodio 1x04 (2002)
- Living with the Dead - film TV (2002)
- Robbery Homicide Division – serie TV, episodio 1x01 (2002)
- Everwood – serie TV, episodio 1x06 (2001)
- Lucky – serie TV (2003)
- Time Bomb - film TV (2006)
- Manchild - film TV (2007)
- Army Wives - Conflitti del cuore (Army Wives) – serie TV, episodi 2x07 - 2x19 - 3x02 (2008-2009)
- Numb3rs – serie TV, 11 episodi (2006-2010)
- The Mentalist – serie TV, episodi 2x18 - 3x08 (2010)
- Blue Bloods – serie TV, episodio 1x03 - 1x12 (2010-2011)
- Costretto al silenzio (An Amish Murder) – film TV (2013)
- Rectify - serie TV, 6 episodi (2014-2016)

## Riconoscimenti
- Premi Emmy 1983 – Candidatura come miglior intrattenimento per bambini per CBS Afternoon Playhouse
- Premi Emmy 1990 – Candidatura per la miglior regia per una miniserie o speciale per A Killing in a Small Town
- Premio Directors Guild of America Award 1992 per la miglior regia in uno speciale drammatico Il cuore nero di Paris Trout